# 破れ新九郎
『破れ新九郎』（やぶれしんくろう）は、テレビ朝日系列で1978年10月3日から1979年3月27日まで毎週火曜午後9時に放送された、萬屋錦之介主演のテレビ時代劇。全25話。同じく錦之介主演の『破れ傘刀舟悪人狩り』『破れ奉行』とあわせて「破れシリーズ」と呼ばれている。

## 概要
時代設定は江戸時代の天保初年。主人公は、動物専門の医者・新九郎。江戸は内藤新宿にある「えんま長屋」に、引っ越してきて「生き物一切医療仕り候　金魚、小鳥より牛、馬まで　但し人間お断り」という看板を掲げ住む。
正義感の持ち主であり、関係した事柄（事件）などに関連する悪人共を、長屋の住人と共に退治していく。
第1話「砂塵の町に来た男」の番組冒頭では、ドラマでの設定場所、時代設定での「天保初年」との比較で、現代の（撮影当時の）新宿の風景（ヘリコプターでの新宿の高層ビル群の空撮、新宿駅山手線ホーム、歩行者天国、歌舞伎町一番街、思い出横丁、靖国通りの車の通行風景など）が流された（これらの映像は吉岡晋也のナレーションでも解説された）。
第2話「えん魔がくれた千両箱」では時代劇（特にひばり映画を含む）、および任侠映画の巨匠沢島忠が、親友である錦之介の依頼によって監督している。
主人公の新九郎の悪を成敗する時の決め台詞は特にないが、オープニングでは毎回必ず「てめえら、寝てる場合じゃねぇんだ！」と言っていた（本編では第14話で刀舟そのままに「てめえら人間じゃねえや！叩っ斬ってやる！」と言っている）。
ゲストに、大友柳太朗、中村嘉葎雄、西郷輝彦、加藤嘉、石橋蓮司、橋爪功、波乃久里子、長谷川明男など豪華な顔ぶれが出演している。
また、前々作「破れ傘刀舟悪人狩り」にレギュラーで出演していた江波杏子（第16話）や真夏竜（第17話）も、前々作とは異なった役でゲスト出演していた。

## 登場人物
- 新九郎[注釈 4] - 萬屋錦之介

「えんま長屋」に住む動物医者（第1話で他所から来て住む事となる）。白いメッシュに藍色の着物とパンタロンをはき、ルーペ付きのネックレスをかけている。動物医者でありながら、吉兵衛と主水同様、ねずみが大の苦手。人間は原則として診ないが、例外もある（第1話、第2話、第7話など）。
元は侍で剣術や関節技の使い手であり、吉兵衛、十吾、主水と共に悪を成敗する。「破れ傘刀舟」同様、医者ながら土足で悪党の屋敷に乗り込み、相当身分の高い者まで成敗する。閻魔長屋の住民からは「破れの先生」と呼ばれている。最終回で老中を花火で爆殺した後、長屋に出した看板の裏に「あばよ」と書き置きをして、動物たちと共に誰にも別れを告げずに行った。
- 吉兵衛 - 田中邦衛

「えんま長屋」に住む「喧嘩が飯より好き」と言い、「やってやろうじゃねえか！」が口癖の江戸っ子気質の大工。隣に引越してきた初対面の新九郎に喧嘩を挑むが敗れ、それ以来から新九郎の手助けをするようになった。大工なだけに力持ちで鑿（のみ）を使って敵の急所を刺すのを得意としている。家賃を長く滞納しており、長屋の大家 おきんと差配の治助からよく家賃の催促をされている。新九郎と主水同様、ねずみが苦手。
- おきん - 岸田今日子

「えんま長屋」の大家。「大家と言えば親も同然、店子と言えば子も同然」が口癖。
- 宗方十吾 - 岡本富士太

問屋場に勤めている元同心。「えんま長屋」に母親と二人で暮らしており、父親も同心だったが盗賊に殺されてしまう。真面目で正義感が強く、悪党退治する際は新九郎らと行動を共にする。短剣を二刀流で戦う。
- 治助 - せんだみつお

「えんま長屋」に住んでおり、この長屋の差配。幼なじみの吉兵衛には子供の頃からいじめられており、今も同じ。悪党退治の手伝いをしたりする。損な役回りが多く、高所恐怖症にもかかわらず、第2話では火事の半鐘鳴らしをさせられてしまう。
- 三田主水 - 若林豪

「えんま長屋」に住む、元公儀天文方の浪人。その実力は高く、大名家からも天気の予報を尋ねにくる。下駄をとばして天気を占っている様に見せて稼いでいるが、実際は風向や空気の湿気、雲の動きなどから天候を予測している。これが悪党退治に一役買うこともある（第7話など）が、調子の悪い時はしばらく当たらない場合がある。剣術の使い手で逆手で斬ることが多い。新九郎と同じくねずみとおよしが苦手。
- うわばみのおよし - 春川ますみ（第1話 - 第21話、第23話 - 第25話）

「えんま長屋」の隣にある「玉屋」（遊廓）の女郎。刺青をしており、「うわばみ」のあだ名のとおり大酒飲みで気が強く、新九郎の手助けをすることもある。
- 竹之助 - 池上季実子（第1話 - 第12話、第14話 - 第25話）

亀屋（蕎麦屋）の出前持ちで男装をしている。第6話で、呉服問屋の娘で本名は「おさと」であることが明らかとなった。最終回のラストでようやく娘姿になっていた。
- 桜井正吾 - 中村光輝

同心。宗方十吾が同心の頃からの親友。セミレギュラーであるが、レギュラー陣に比べ出演時間が短いため、OPクレジットではゲスト枠として登場する。
- 八兵衛 - 嵐寛寿郎（第1話 - 第21話、第23話 - 第25話）

問屋場の頭。人呼んで「内藤新宿の眠り狼」。新九郎らの斬り合いの裁きを、「只今、取調中」、「10年早い」、「証拠不十分」などと言って役人を一蹴する。惚けているように見えるが、慧眼の持ち主である。

## スタッフ
- プロデューサー：勝田康三（テレビ朝日）、中岡潔治
- 原案：池田一朗
- 脚本：サブタイトルリストを参照
- 監督：サブタイトルリストを参照
- 音楽：木下忠司
- 撮影：西山誠、伊佐山巌、村野信明、淵野透益
- プロデューサー補：原田昇
- ナレーター：吉岡晋也
- 殺陣：松尾玖治
- 協力：生田スタジオ
- 制作：テレビ朝日、中村プロ

## サブタイトルリスト
| 回 | サブタイトル                | 脚本            | 監督     | ゲスト |
| -- | --------------------------- | --------------- | -------- | --- |
| 1  | 砂塵の町に来た男            | 池田一朗        | 渡邊祐介 | 殿山泰司、金田龍之介、石橋蓮司、須賀不二男、柳谷寛 谷村昌彦、森下哲夫、花原照子 |
| 2  | えん魔がくれた千両箱        | 池田一朗        | 沢島忠   | 加藤嘉、小松方正、土屋嘉男、瞳順子、中村光輝、田中浩 |
| 3  | ねずみ小僧獄門首            | 池田一朗        | 田中徳三 | 中村嘉葎雄、御木本伸介、高城淳一、住吉正博、東啓子 森川公也 |
| 4  | ここは地獄の一丁目          | 笠原和夫        | 大洲斉   | 長谷川明男、山本麟一、大関優子、黒部進、和崎俊哉 中山昭二、井澤明子、新海百合子、大東梁佶、安田隆                                                                                             |
| 5  | 哀愁 女の十字路             | 津田幸於        | 鹿島章弘 | 赤座美代子、小林昭二、戸上城太郎、山本豊三、小川露里 可知靖之、岩城力也、日野道夫、鈴木康博、中村弥生                                                                                         |
| 6  | 地獄の白州は快刀乱麻!       | 池田一朗        | 村山三男 | 名古屋章、田武謙三、須藤健、佐々木すみ江、川上夏代 鈴木和夫、竹内亨 |
| 7  | 通り雨ならお命頂戴          | 笠原和夫        | 村山三男 | 勝部演之、速水亮、早川絵美、伊沢一郎、中田博久 早川雄三、大木正司、鈴木和夫 |
| 8  | 天保大地震                  | 池田一朗        | 田中徳三 | 睦五郎、江幡高志、伊達三郎、柴田侊彦、中島ゆたか 木村元、千波丈太郎、今出川西紀 |
| 9  | 新九郎西伊豆へ走る!（前編） | 笠原和夫        | 村山三男 | 大友柳太朗、亀石征一郎、石田信之、竹井みどり、草薙幸二郎 北原義郎、小鹿番、中村信二郎、大和田進、戸部夕子 橋本仙三                                                                            |
| 10 | 新九郎西伊豆へ走る!（後編） | 笠原和夫        | 村山三男 | 大友柳太朗、亀石征一郎、石田信之、竹井みどり、草薙幸二郎 北原義郎、小鹿番、中村信二郎、大和田進、戸部夕子 橋本仙三                                                                            |
| 11 | 大台風! 御用金強奪          | 池田一朗        | 鹿島章弘 | 和崎俊哉、田中浩、潮万太郎、伊沢一郎、岩城力也 綾川香、世樹まゆ子、田原千之右、吉原正皓、小沢章治 佐藤好将、姿鉄太郎、津川晋一、小島和夫、本田昭雄、土井辰也                                  |
| 12 | 血風! 帰らざる街道          | 笠原和夫        | 吉川一義 | 西郷輝彦、平泉成、藤岡重慶、五味龍太郎、江崎英子 吉田豊明、中庸介、秋元羊介、堀田真三、仙波和之 田原千之右、冬木敬二、岩城力也、柿木恵至 小海とよ子、川崎高義、岩瀬裕美                       |
| 13 | 激闘! えんま長屋の合戦      | 石内猛 池田一朗 | 田中徳三 | 石橋蓮司、倉地雄平、外山高士、薗千雅子、夏木章 千代田恵介、牧嗣人、鳥巣哲生、鈴木輝江、折尾哲郎 柿木恵至、斉藤弥生、本田昭雄、川崎高義 高杉良、渡辺啓二、星晃、前田恵子                       |
| 14 | 罠! 死美人は知っていた…     | 大野靖子        | 渡邊祐介 | 小島三児、蟹江敬三、清水綋治、小栗一也、梅津栄 薗千雅子、麻生純子、津路清子、田村貫、前川哲男 渡邊高光、土井辰也、本田昭雄、徳久比呂志、高杉良 渡辺啓二、千代田恵介、斉藤弥生、中村恵子、星晃 |
| 15 | 盗人宿の女                  | 津田幸於        | 大洲斉   | 田中春男、水島道太郎、亀井光代、佐竹明夫、金井由美 高桐真、渡邊高光、沖田駿一、山崎之也、関三郎 鈴木政晴、高杉良、冬木敬二、佐藤蔵男、長峰亜紀                                                |
| 16 | 流浪の女 おゆう             | 下飯坂菊馬      | 村山三男 | 江波杏子、天津敏、佐々木剛、山岡徹也、薗千雅子 戸塚孝、佐藤好将、橋本春彦、徳久比呂志、川崎高義 冬木敬二、福留幸夫、蟹沢良恵、本田昭雄、喜多操 斉藤弥生、矢沢裕紀、前田恵子                   |
| 17 | 必殺! 無双一本槍            | 池田一朗        | 鹿島章弘 | 大友柳太朗、真夏竜、井原千寿子、高野真二、森川公也 藤山浩二、田原千之右、金子研三、折尾哲郎、加藤茂雄 山崎之也、小泉ヒロコ、花原照子、本田昭雄、高杉良 渡辺啓二、星晃                         |
| 18 | 血涙 地獄の子連れ狼         | 津田幸於        | 松島稔   | 長谷川明男、須賀不二男、人見明、宮口二郎、新海百合子 薗千雅子、秋元羊介、山崎純資、鈴木政晴、入江正徳 福留幸夫、本田昭雄、喜多操、高杉良、斉藤弥生 矢沢裕紀、前田恵子                         |
| 19 | 無惨、狙われた百姓妻        | 池田一朗        | 吉川一義 | 細川俊夫、山本昌平、林ゆたか、早川絵美、剣持伴紀 山本清、古今亭志ん三、明石潮、相沢治夫、福山象三 阿藤海、花原照子、喜多操、柴野京子、本田昭雄 川村高義、小島和夫、岡本堅一                   |
| 20 | 殴り込み! 破れ軍団          | 下飯坂菊馬      | 田中徳三 | 睦五郎、伊吹吾郎、木村元、中村美代子、薗千雅子 大川義幸、伊丹加寿代、田原千之右、徳久比呂志、土井辰也 柴野京子、麻木映子、本田昭雄、高杉良、川崎高義                                          |
| 21 | 殺しの報酬は殺し            | 土橋成男        | 吉川一義 | 滝田裕介、木村四郎、橋本功、嵯峨善兵、宮部昭夫 大西多摩恵、矢野宣、山本清、村上博、伊東辰夫 花原照子、喜多操、高瀬博子、岩瀬裕美、高杉良 渡辺啓二、徳久比呂志                                 |
| 22 | 曲芸女太夫騒動記            | 下飯坂菊馬      | 大洲斉   | 富田仲次郎、石山雄大、千波丈太郎、波乃久里子、長谷川弘 岡本茉利、折尾哲郎、加藤茂雄、小坂生男、小島和夫 喜多操、志村幸江、徳久比呂志、高杉良、渡辺啓二                                        |
| 23 | 流転! 夕陽の父子唄          | 津田幸於        | 大洲斉   | 佐野厚子、内田昌宏、中田博久、中山昭二、佐藤たくみ 早川雄三、根岸一正、川崎高義、市村昌治、本田昭雄 土井辰也、中村裕、高杉良、斉藤弥生、矢沢裕紀、前田恵子                                    |
| 24 | 六十二万石の鯉騒動          | 下飯坂菊馬      | 内出好吉 | 加賀邦男、増田順司、湯沢勉、大東梁佶、大和撫子 木村有希、折尾哲郎、山崎猛、物部勝美、田辺洋 伊丹加寿代、麻木映子、矢沢裕美、前田恵子 高杉良、本田昭雄、川崎高義、土井辰也                     |
| 25 | 大爆破! 夜空に消えた新九郎  | 池田一朗        | 鹿島章弘 | 田口計、橋爪功、三遊亭遊三、小林伊津子、大東梁佶 川口節子、荘司肇、高杉良、渡辺真六、蟹沢良恵 喜多操、本田昭雄、土井辰也、徳久比呂志、渡辺啓二 星晃、中村厚雄、田村巌、斉藤弥生、矢沢裕紀     |

## ネット局
同時ネット
- テレビ朝日
- 北海道テレビ
- 東日本放送
- 福島中央テレビ
- 新潟総合テレビ
- 静岡けんみんテレビ
- 名古屋テレビ
- 朝日放送
- 広島ホームテレビ
- 瀬戸内海放送
- 九州朝日放送

遅れネット
- 青森放送 月曜22:00 - 22:55
- テレビ岩手 月曜 22:00 - 22:55
- 信越放送 月曜21:00 - 21:55
- 北陸放送 日曜22:30 - 23:25
- 山陰放送
- 山口放送
- テレビ愛媛
- 高知放送
- 長崎放送 火曜22:00 - 22:55
- 熊本放送[注釈 5]
- テレビ大分 月曜21:00 - 21:55
- 宮崎放送
- 南日本放送 月曜21:00 - 21:55
- 琉球放送 火曜22:00 - 22:55